# Ode à l'automne
Vous lisez un « article de qualité » labellisé en 2018.  Il fait partie d'un « thème de qualité ».
Ode à l'automne (titre original : To Autumn) est une ode composée par le poète romantique anglais John Keats (1795-1821).
C'est la dernière d'une série de six odes connues sous le titre Les Odes de Keats (Keats's Odes), composées en 1819. Les cinq premières, Ode sur une urne grecque, Ode sur l'indolence, Ode sur la mélancolie, Ode à un rossignol et Ode à Psyché sont datées de mai 1819 ; l'Ode à l'automne est composée après une promenade près de Winchester (Hampshire, dans le Sud de l’Angleterre), pendant la soirée du 19 septembre de la même année. Elle est publiée avec les autres — l'Ode sur l'indolence non compris — en 1820 dans le recueil comprenant Les Poèmes de Lamia (Lamia Poems) et La Veille de la Sainte-Agnès (The Eve of St. Agnes). C'est le dernier grand poème que compose Keats, qui meurt à Rome à peine plus d'un an après sa publication, le 23 février 1821 à l'âge de vingt-cinq ans.
L'ode se compose de trois strophes, chacune comportant onze vers qui évoquent la progression et les métamorphoses de la saison, de la lente maturation des récoltes jusqu'à la moisson, puis ses derniers jours alors qu'approchent les froideurs. L'automne y est personnifié et l'évocation de ses largesses, des visions qu'il offre, des sons qu'il laisse percevoir, demeure assez proche des réalisations des paysagistes anglais. Interprétée par certains comme une méditation sur la mort ou encore comme une allégorie, pour d'autres cette ode semble une réaction à un fait historique, le massacre de Peterloo le 16 août 1819 sur le terrain de St Peter's Fields à Manchester, lorsque la cavalerie charge une manifestation pacifique de 60 000 à 80 000 personnes rassemblées pour demander une réforme de la représentation parlementaire. À ce compte, elle serait l'expression d'un sentiment nationaliste.
Quoi qu'il en soit, si Keats est malheureux pendant l'été 1819 (maladie, deuil, pressions financières), il lui suffit d'une journée ensoleillée d'arrière-saison pour qu'il retrouve les sommets de son art. En ce sens, l'Ode à l'automne est son chant du cygne. Elle figure dans pratiquement toutes les anthologies et nombre de critiques y voient l'un des courts poèmes les plus aboutis jamais composés en langue anglaise.

## Genèse

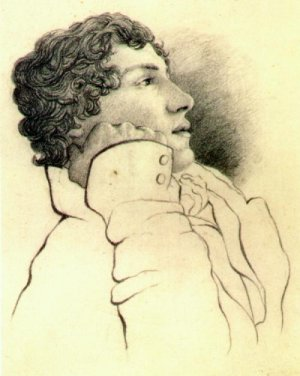
John Keats, par Charles Brown, août 1819.

Pendant le printemps de 1819, Keats écrit cinq de ses grandes odes, toutes datées de mai 1819. Il se porte ensuite vers d'autres formes poétiques, en particulier la tragédie en vers Otho le grand (Otho the Great), écrite en collaboration avec son ami et propriétaire Charles Armitage Brown, puis la deuxième partie de Lamia, avant de revenir à son épopée inachevée Hyperion,. C'est une époque où il se consacre totalement à son art, alternant les genres, la longueur des poèmes, se fixant pour but d'écrire plus de cinquante vers par jour ; pendant ses loisirs, il lit des œuvres aussi variées que L'Anatomie de la mélancolie de Robert Burton, les poèmes de Thomas Chatterton et aussi les essais de Leigh Hunt.
Si Keats est particulièrement fécond en cette année 1819, il affronte une multitude de difficultés. Déjà endetté, il doit venir en aide à son frère George qui, émigré aux États-Unis, manque cruellement d'argent ; il sent par ailleurs sa santé décliner depuis qu'il s'est occupé de son cadet Tom, atteint de tuberculose et décédé en 1818. C'est en septembre qu'il compose sa plus belle œuvre, l'ode À l'automne, et qu'il met fin du même coup à sa carrière poétique : acculé par les obstacles matériels et les obligations morales, il se tourne vers des projets qu'il espère plus lucratifs.

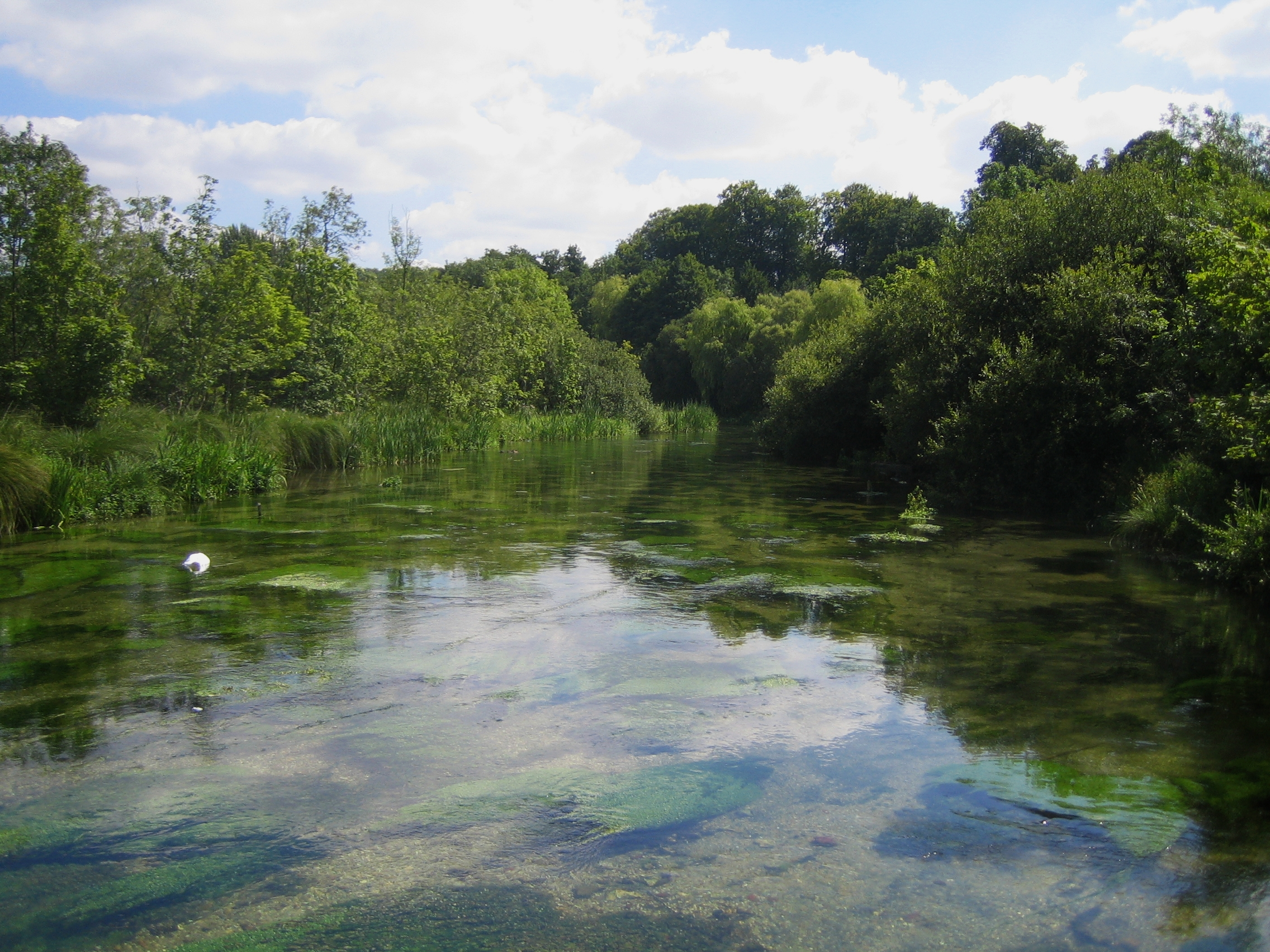
l'Itchen, près d'Ovington.

Le dimanche 19 septembre 1819, Keats se promène près de Winchester le long de l'Itchen, rivière du Hampshire. Une lettre à son ami John Hamilton Reynolds du 21 septembre rend compte de ses impressions : « Comme la saison est admirable en ce moment. Comme l'air est pur – quelque chose de vif et de tempéré. Vraiment, sans plaisanterie, un temps chaste, un ciel de Diane. Je n'ai jamais aimé les chaumes autant qu'aujourd'hui. Oui, plus que le vert frileux du printemps. Je ne sais pourquoi, mais un champ où on a coupé le blé paraît chaud, de la même manière que certains tableaux paraissent chauds. J'en ai été si frappé au cours de ma promenade de dimanche que cela m'a donné l'idée d'écrire,. »
Ainsi naît l'Ode à l'automne dont Keats joint le manuscrit à une lettre destinée à Richard Woodhouse, son ami et éditeur, datée du même jour que celle adressée à Reynolds.

Une fois révisé, le poème est inclus dans le recueil publié en 1820 Lamia, Isabella, The Eve of St Agnes and Other Poems,. Échaudés par l'âpreté des comptes rendus ayant accueilli Endymion,, les éditeurs Taylor & Hessey n'acceptent de publier l'ensemble qu'à la condition que tout poème susceptible d'engendrer une controverse d'ordre politique en soit banni.

## Le poème
L'Ode à l'automne est la plus courte des odes composées en 1819. Elle se divise en trois strophes de onze vers ayant chacune son évolution mais dont la réunion forme une introduction, un développement et une conclusion à l'ensemble.

### Texte et traduction
| To Autumn | Ode à l'automne Saison des brumes et de la moelleuse abondance, La plus tendre compagne du soleil qui fait mûrir, Toi qui complotes avec lui pour dispenser tes bienfaits Aux treilles qui courent au bord des toits de chaume, Pour faire ployer sous les pommes les arbres moussus des enclos, Et combler tous les fruits de maturité jusqu'au cœur, Pour gonfler la courge et arrondir la coque des noisettes D'une savoureuse amande ; pour prodiguer Et prodiguer encore les promesses de fleurs tardives aux abeilles, Au point qu'elles croient les tièdes journées éternelles, Car l'Été a gorgé leurs alvéoles sirupeux. Qui ne t'a vue maintes fois parmi tes trésors ? Parfois celui qui va te chercher te découvre Nonchalamment assise sur l'aire d'une grange, Les cheveux soulevés en caresse par le souffle du vannage, Ou profondément endormie sur un sillon à demi moissonné, Assoupie aux vapeurs des pavots, tandis que ta faucille Épargne l'andin suivant et toutes les fleurs entrelacées ; Quelquefois, telle une glaneuse, tu portes droite Ta tête chargée de gerbes en passant un ruisseau, Ou encore, près d'un pressoir à cidre, tes yeux patients Regardent suinter les dernières gouttes pendant des heures et des heures. Où sont les chants du printemps ? Oui, où sont-ils ? N'y pense plus, tu as aussi tes harmonies : Pendant que de longues nuées fleurissent le jour qui mollement se meurt, Et nuancent d'une teinte vermeille les chaumes de la plaine, Alors, en un chœur plaintif, les frêles éphémères se lamentent Parmi les saules de la rivière, soulevés Ou retombant, selon que le vent léger s'anime ou meurt ; Et les agneaux déjà grands bêlent à pleine voix là-bas sur les collines ; Les grillons des haies chantent ; et voici qu'en notes hautes et douces Le rouge-gorge siffle dans un jardin Et que les hirondelles qui s'assemblent trissent dans les cieux. |

### Analyse
L'Ode à l'automne décrit trois aspects de la saison, un par strophe : sa maturité, son labeur et son déclin. À ces phases correspond une progression temporelle : d'abord la saison reste balbutiante, puis elle jouit de sa plénitude avant de se faire le héraut de l'hiver. Dans le même temps, s'écoulent les heures du jour, d'abord le matin, puis l'après-midi, enfin le crépuscule. Chaque portion de saison et de jour a son sens particulier, le toucher, la vue et le son, d'où une symétrie tripartite inconnue dans les autres odes. 

#### Première strophe
La première strophe montre l'activité de la saison dans l'élaboration des processus naturels, la croissance, puis la maturation, deux forces opposées dans la nature dont la rivalité dialectique peut servir l'idée que la saison est sans fin. D'après Sperry, les fruits sont encore à l'état de promesse, les bourgeons s'ouvrent sous la chaleur d'un reste d'été, et primauté demeure au toucher, la succession des images suggérant une douce croissance et une lente progression, toutes palpables, puisque s'accumulent les verbes relevant des champs sémantiques de l'enflure, du ploiement et de l'affermissement.
Pour Albert Laffay, la dominante est l'idée de maturité. L'adjectif mellow (« moelleux, adouci ») évoque un fruit mûr et s'adresse à tous les sens à la fois. Le vocabulaire, les substantifs fruitfulness, maturing, ripeness (« fécondité », « maturation », « maturité »), les verbes load, bless, bend, fill, swell, plump (« charger », « ployer », « remplir », « gonfler », « devenir charnu »), les adjectifs sweet, clammy (« sucré », « poisseux »), tout évoque la richesse surabondante. À cela s'ajoute le fait que « les mots n'interviennent pas seulement par les figures que le poète a réalisées, mais encore, inconsciemment, par des possibilités d'images auxquelles il n'a même pas songé ». Ainsi, bosom (« sein, poitrine de femme ») dans bosom-friend (« ami intime ») créent virtuellement la métaphore de la maternité. Aussi ne s'agit-il pas ici de l'automne romantique, symbole du déclin et de la mort, mais de celui des Anciens, « le temps de la récolte et la récompense de l'effort », la chaude saison qui satisfait la vue, le toucher, l'odorat et le goût.

#### Deuxième strophe

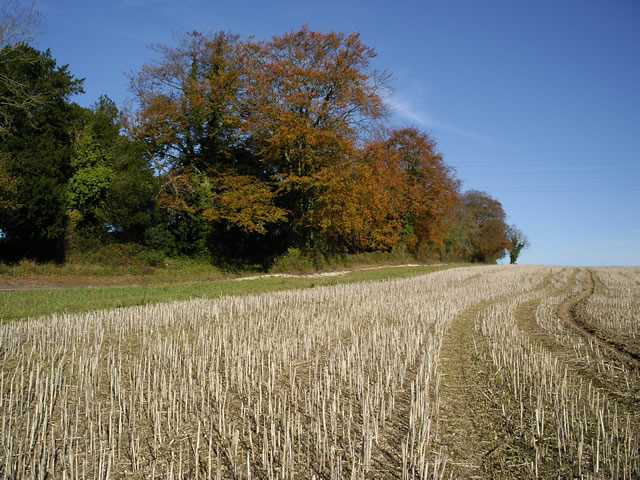
Champ moissonné, Hampshire.

D'après Robert Gittings, cette strophe a peut-être été écrite en dernier. À mi-chemin, l'automne est représenté métaphoriquement, comme une conspiratrice alliée du soleil qui mûrit les fruits, moissonne les récoltes et fait bruire son chant. De fait, la deuxième strophe  personnifie la saison et même en fait une allégorie de la moisson, chargée des tâches qui assurent la subsistance des paysans pour l'année. Les mouvements restent lents, comme figés dans des attitudes hiératiques : l'automne n'est pas vraiment vu à la tâche, mais assis, au repos ou en train d'observer ; le poème s'est comme arrêté ; l'après-midi est somnolente, les céréales ont été vannées, le moissonneur dort ou revient d'un pas lourd à la maison, les dernières gouttes suintent du pressoir à cidre.
Pour Laffay, l'idée principale est celle du « loisir ». « Grenier » et « provisions » (Granary et store) en sont les mots clefs : pour demain, l'abondance est assurée, rien ne presse ; l'heure est à l'indifférence paresseuse : le temps s'est comme immobilisé et partout prévaut la durée.

#### Troisième strophe
La dernière strophe oppose les bruits (sounds) de l'automne à ceux du printemps. Ce sont aussi ceux du soir, le frôlement des éphémères et le bêlement des agneaux au crépuscule. La nuit approche et, avec elle, la mort qu'annonce la prochaine venue de l'hiver : les agneaux, comme les grappes ou les noisettes, sont à maturité, bientôt promis à rejoindre les provisions déjà engrangées. Les hirondelles gazouillent, mais c'est leur chant du départ, et les campagnes resteront dénudées. Le rouge-gorge siffle et le criquet crisse, hérauts des froidures. Il est déjà question du printemps, chaque saison suit son cycle, naît, grandit et se meurt tour à tour.
L'ode revient à la conception romantique de la saison. La vision du poète a changé : par l'idée du départ, le poème se rapproche de celle de la mort, évoquée deux fois, dying (« mourant »), dies (« meurt »), et accompagnée d'un chœur de termes mélancoliques, wailful (plaintif), mourn (« faire son deuil »), sink (« sombrer »). Cependant, écrit Laffay, « en poésie (comme en musique), les thèmes successifs ne sont pas seulement juxtaposés. Pour être parvenue à l'idée d'automne-fin, d'automne-départ, à travers l'idée d'automne-abondance, la dernière strophe reçoit l'idée de mort dans une admirable sérénité. Tout est présent à la fois. Le temps, d'abord ignoré, puis remis en place, laisse à nos yeux transparaître l'éternel ».
Par le thème entrelacé de la musique de l'automne — abondent en effet les mots « chants, musique, chœur, chanter, roulades, siffler, gazouiller » (songs, music, choir, sing, treble, whistle, twitter) —, se dessine une opposition à Shelley qui, lui aussi, a célébré la saison (Ode au vent d'Ouest, Automne), la saison romantique du vent et des feuilles mortes. Chez Shelley, le vent d'Ouest destructeur porte les graines vers l'avenir et l'automne annonce le printemps : « Ô Vent, si l’Hiver s’approche, le Printemps peut-il être loin derrière ? » « Au bout du pire, ajoute Laffay en conclusion, [Shelley] entrevoit le mieux. Keats n'a pas besoin d'être optimiste. En ses bons moments, c'est sur place qu'il accepte le malheur. En dedans. Et toujours par la reconnaissance du beau : “Le Beau, disait Platon, c'est la splendeur du Vrai”. »

#### Conclusion
Avec son catalogue d'images concrètes, l'ode dépeint un paradis sur terre, mais fondé sur les archétypes de la saison : la croissance, la maturation et l'approche de la mort. Comme l'écrit Bate, il y a là une union heureuse entre l'idéal et le réel. Le principe fondateur du poème est l'équilibre, compensation entre les forces de la vie et celles de la mort, union des générosités de la nature et de l'effort individuel. C'est un poème sans drame, chaud et impénétrable, dans lequel peu est dit mais tout est abordé.

## Interprétation
L'ode ne jaillit point d'une soudaine inspiration éthérée ; bien au contraire, elle s'inscrit dans une tradition qui remonte aux Géorgiques de Virgile.

### Filiation
Cette filiation, comme le souligne Helen Vendler, citée par O'Rourke, passe par Le Cortège des saisons de Spenser :
| The Procession of the Seasons, Autumn Then came Autumn all in yellow clad As though he joyéd in his plenteous store, Laden with fruits that made him laugh, full glad That he had banished hunger, which to-fore Had by the belly oft him pinchéd sore; Upon his head a wreath, that was enrolled With ears of corn of every sort, he bore, And in his hand a sickle he did hold To reap the ripened fruits the which the earth had yold. | Le cortège des saisons : l'automne Puis Automne venait, tout de jaune vêtu, l'air tout joyeux d'avoir abondantes richesses, chargé de fruits qui le faisaient sourire, heureux d'avoir banni la faim qui jadis maintes fois lui avait fortement tenaillé les entrailles. Sur la tête il portait, enroulés en couronne, des épis de céréales de toutes sortes, et dans la main tenait une faucille pour récolter les fruits mûrs que la terre avait produits. |

et The Mask of Mutability, et au-delà, par James Thomson dans son long poème Les Saisons.
S'y retrouvent également des expressions dues à la langue de Chatterton, : « D'une façon ou d'une autre, j'associe toujours l'automne à Chatterton, écrit Keats à son ami John Hamilton Reynolds le 21 septembre 1819 ; c'est l'écrivain le plus pur de la langue anglaise. Point de gallicismes chez lui […]. L'idiome reste anglais de bout en bout » ; et aussi de Coleridge, comme dans Frost at Midnight (Gel à minuit),, sans compter l'essai sur l'automne de Leigh Hunt, que Keats lit peu avant sa propre composition.
De plus, À l'Automne partage des thèmes avec les autres odes écrites en 1819. Par exemple, l'idée sous-jacente de l'Ode à la mélancolie est l'acceptation du processus de la vie ; pourtant, ici, le poète s'efface et aucun lecteur imaginaire n'est présent pour recevoir une leçon personnelle ; nul conflit non plus, ni « débat dramatique, ni protestation […] ». De fait, en parallèle avec le déclin et la renaissance du jour, domine l'harmonie entre la finalité de la mort et les allusions au renouveau de la vie au sein du cycle des saisons.

### Processus mort-renaissance
Selon les critiques, différents aspects du processus sont soulignés. Ainsi, Walter Jackson Bate montre que chaque strophe contient son contraire, par exemple que la mort, quoique de façon indirecte, implique la renaissance. À cet égard, aussi bien Bate que Jennifer Wagner expliquent que la structure de la strophe renforce le sentiment d'une arrivée prochaine : en effet, le couplet placé avant la fin crée une impression de suspens, rehaussant en soi le thème de la continuité.
Harold Bloom met l'accent sur ce qu'il nomme « le paysage épuisé » (the exhausted landscape), l'accomplissement, la finalité de la mort, encore que « l'hiver descend comme un homme désireux de mourir avec une douceur naturelle » : si la mort est inévitable, elle se présente ici avec une légèreté, une bienveillance « qui en autorise l'acceptation au-delà du chagrin ». Le processus de croissance n'est plus nécessaire, la maturité a atteint son terme, la vie et la mort sont en harmonie, et la richesse descriptive du cycle des saisons incite le lecteur à se sentir partie de quelque chose qui le dépasse. Il n'en demeure pas moins que la fin annuelle de ce cycle ressemble à celle d'une vie d'homme et O'Rourke voit dans la conclusion du poème, encore qu'à la différence des autres odes de Keats, la personne du poète soit engloutie dans la saison, quelques signes d'une secrète frayeur.
Helen Vendler considère que l'Ode à l'automne peut être vue comme une allégorie de la création artistique. De même que le paysan transforme les fruits du sol en aliments destinés à nourrir le corps, l'artiste métamorphose l'expérience de la vie en une structure symbolique capable d'entretenir l'esprit. Ce processus ressortit à une sorte de cannibalisme sacrificiel, tant pour le grain du blé que pour l'artiste lui-même.

### Présence sous-jacente d'événements politiques?

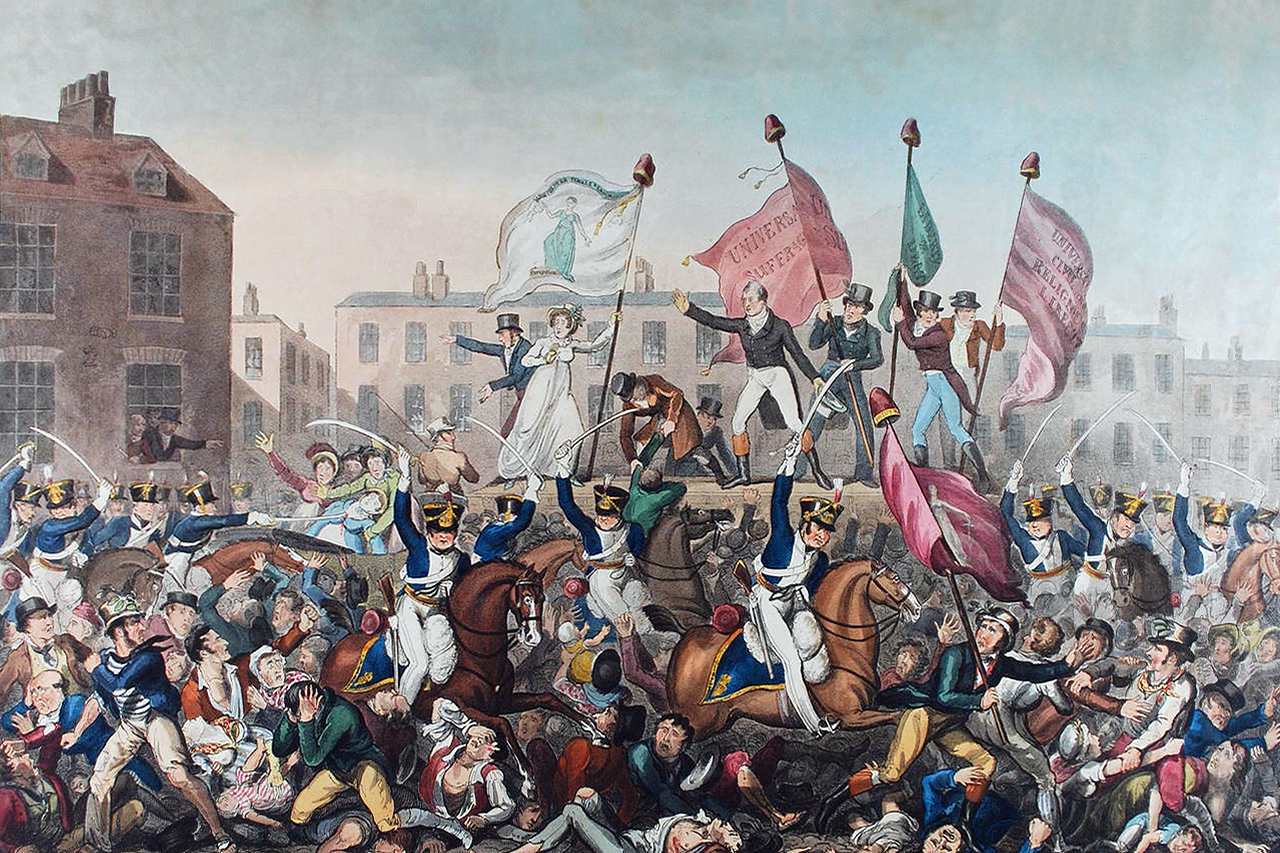
Peinture du massacre de Peterloo, par Richard Carlile.

Dans un essai paru en 1979, Jerome McGann défend la thèse selon laquelle que si l'ode est indirectement influencée par le paysage politique de 1819, Keats s'est délibérément abstenu d'en faire état. En revanche, Andrew Bennett, Nicholas Roe et al pensent que les questions politiques y sont bel et bien sous-jacentes. Ainsi, Roe y voit en creux une oblitération des événements tragiques de Manchester, le massacre de Peterloo du 16 août 1819, ce contre quoi Paul Fry s'inscrit en faux lorsqu'il ne discerne aucune pertinence dans l'argument : « le poème n'a rien d'une fuite devant les violences sociales du moment, c'est à l'évidence une rencontre avec la mort […], sans codage politique qui rappellerait une quelconque trahison forcée du radicalisme de l'auteur ».
Pourtant, ajoute Motion, l'usage de verbe conspire (vers 3) se réfère à la notion de complot. Keats n'ignore pas les récentes activités de Henry Hunt (manifestation de Manchester). D'autre part, la référence aux « glaneurs » renvoie à l'actualité politique : glaner est illégal en Angleterre depuis les lois sur le blé (Corn Laws), de 1818 ; non seulement l'évocation des paysannes courbées sur le sol rappelle un idéal classique et, du même coup, sert de métaphore personnelle en cela que le poète désire glaner sur les champs de son fertile cerveau, elle — et comme elle, l'évocation des abeilles — exprime aussi sa sympathie à l'égard des exclus et des dépossédés de la société dont Keats a surtout été témoin lors de sa randonnée en Écosse.

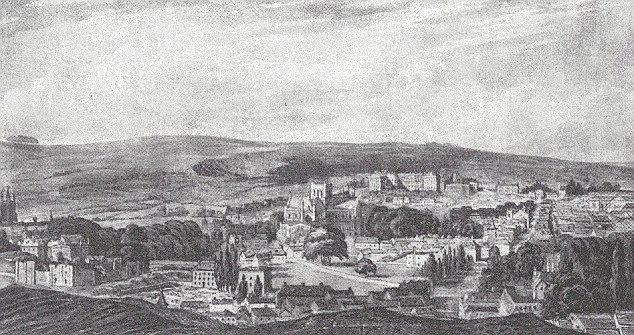
Winchester du temps où John Keats composait son Ode à l'automne (1819).

En 2012, se fondant sur des archives, Richard Marggraf Turley, Jayne Archer et Howard Thomas de l'université d'Aberystwyth, publient conjointement un article prétendant avoir localisé le champ de blé sur lequel Keats marchait lorsque l'inspiration de son ode lui est venue. Traditionnellement, les prairies humides s'étendant au sud de Winchester, où Keats se promenait chaque jour, étaient considérées comme avoir fourni au poète les paysages et les bruits de l'automne dont il fait état. Ces auteurs pensent que l'ode a plus vraisemblablement été inspirée par une visite à St Giles's Hill, où un nouveau champ de blé venait d'être inauguré à l'extrémité Est de la cité marchande. Naguère un bosquet, le terrain avait été labouré pour produire des céréales d'autant plus recherchées que le pain était en hausse constante. Cette localisation nouvelle renouerait le lien entre l'ode et la chose politique puisqu'en définitive, il y serait implicitement question de la production d'aliments, de salaires et de productivité. Le site est désormais recouvert d'un parking à étages.
En 1999, Bewell présente l'idée que l'ode de Keats est une sorte d'allégorie biomédicale, une illustration des bienfaits inhérents au climat de la Grande-Bretagne par rapport aux alternatives qu'offrent les divers pays peu à peu colonisés. De fait, l'expansion au-delà des mers du XVIIIe siècle et de la première moitié du XIXe a exposé la métropole à de nouvelles infections ou maladies chroniques, et Keats, formé aux pratiques médicales et lui-même souffrant, ne peut qu'être sensible à cette menace.
L'Ode à l'automne serait donc une glorification de l'Angleterre rurale, bénéficiant d'un climat tempéré. L'allusion à de possibles fièvres peut être indirectement notée dans l'usage de l'adjectif clammy, qui implique un poisseux tropical à la fois humide et froid, mais dont l'air sec et piquant de l'automne anglaise compense amplement les effets. Ainsi, Keats exprimerait ce que Bewell appelle « un désir de santé très personnel » et, du même coup, inscrirait son œuvre dans un débat politico-idéologique touchant la nation tout entière.
McFarland, quant à lui, met en garde contre une surinterprétation du poème, en particulier selon une grille de lecture politico-idéologique risquant de prendre le pas sur l'évocation première de la nature et la concentration de l'imagerie destinée à transmettre le sentiment, inhérent à la saison concernée, de l'interpénétration du vivant et de la mort ».

## Forme
Les trois strophes du poème comprennent chacune onze vers. En ce sens, elles suivent le schéma de l'ode antique, une triade à la fois chantée et dansée, la « strophe » (un tour à gauche), l'« antistrophe » (un tour à droite) et l'« épode », chantée après coup (retour au point de départ).

### Progression sans mouvement
La strophe de l'ode diffère de ses homologues en cela qu'elle a un vers de plus qu'elles, ce qui permet d'insérer un distique (couplet), soit deux pentamètres iambiques rimés avant le dernier vers. De plus, n'ayant ni narrateur ni phases dramatiques, elle se focalise sur des objets concrets. Paradoxalement, elle progresse alors que les objets évoqués ne se modifient pas. Il y a là, selon Bate, « une union du mouvement et de la stase », une concentration d'énergie au repos, effet que Keats appelle lui-même stationing, progression interne sans référence au temps chronologique. Au début de la troisième strophe, il emploie le processus dramatique dit ubi sunt, « où sont(-ils) », qu'il associe à un sentiment de mélancolie, pour interroger le sort sur le destin des choses disparues : les chants du printemps, en l'occurrence.
Keats privilégie les mots monosyllabiques, tels que dans le vers :  […] how to load and bless with fruit the vines that round the thatch-eves run (« […] pour dispenser tes bienfaits / Aux treilles qui courent au bord des toits de chaume »). D'autre part, les mots peuvent se trouver appesantis par l'insistance mise sur les consonnes bilabiales, par exemple dans  […] for Summer has o'er brimm'd their clammy cells (« […] Car l'Été a gorgé leurs alvéoles sirupeux »), où brimm'd fixe le vers en son milieu. Se trouvent également utilisées les voyelles longues qui règlent le flux rythmique du vers, le forçant à garder un tempo lent et mesuré :  […] while barred clouds bloom the soft dying day (« Pendant que de longues nuées fleurissent le jour qui mollement se meurt »).

### Prosodie
Comme pour les autres odes, le vers choisi est le pentamètre iambique, avec cinq accents toniques précédés par une syllabe inaccentuée [u –]. Keats varie ce schéma par l'inversion dite « augustienne », issue de la Poetic diction des siècles précédents, en substituant un trochée à un iambe ([– –], surtout en début de vers, comme dans 'Season of 'mists and 'mellow 'fruitfulness, qui se scande [– –/u –/u –/u –/– u], procédé répété pour chacune des questions posées, dont l'avantage est de retarder l'envolée iambique et de lester le sens dès l'ouverture du vers.
La rime commence chaque strophe selon un schéma de sonnet shakespearien, soit [ABAB], que suivent [CDEDCCE] dans le reste de la première et [CDECDDE] dans les deux autres, le dernier vers étant précédé d'un distique [CC] et [DD] [DD]. Ce maillage de rimes offre l'occasion de resserrer le poème à la manière d'une fugue où tout se ressemble et aussi diffère avant que l'ensemble ne se pose.

### Emprunts à de précédents poèmes
En partie, la langue utilisée par Keats dans sa dernière ode emprunte des expressions aux poèmes précédents, en particulier Endymion, ou Sommeil et poésie (Sleep and Poetry) :
| Sleep and Poetry WHAT is more gentle than a wind in summer? What is more soothing than the pretty hummer That stays one moment in an open flower, And buzzes cheerily from bower to bower? What is more tranquil than a musk-rose blowing In a green island, far from all men’s knowing? More healthful than the leafiness of dales? More secret than a nest of nightingales? More serene than Cordelia’s countenance? More full of visions than a high romance? What, but thee Sleep? Soft closer of our eyes! Low murmurer of tender lullabies! Light hoverer around our happy pillows! Wreather of poppy buds, and weeping willows! Silent entangler of a beauty’s tresses! Most happy listener! when the morning blesses Thee for enlivening all the cheerful eyes That glance so brightly at the new sun-rise. | Sommeil et poésie Quoi de plus doux qu'une brise d'été ? De plus apaisant que le beau bourdonnement Qui s'attarde sur une fleur épanouie, Et joyeusement butine de charmille en charmille ? Quoi de plus tranquille qu'une rose musquée qui s'ouvre Sur une île de verdure, dans l'oubli de tous les hommes ? Plus bienfaisant que les vallons enrubannés de feuillages ? Plus secret qu'un nid de rossignols ? Plus serein que le visage de Cornelia ? Plus riche en visions qu'une romance ? Toi doux sommeil, qui ferme nos paupières ! Tendre chuchoteur de douces berceuses ! Visiteur aérien de nos heureux oreillers ! Tisserant des guirlandes de pavots et de saules pleureurs ! Silencieux artisan des tresses nouées d'une beauté ! Heureux témoin des louanges que te décerne le frais matin, Pour avoir illuminé les yeux d'une nouvelle gaieté, Le regard posé sur le soleil qui à nouveau se lève. |

et Calidore, A Fragment.

### Du manuscrit à l'édition
D'assez nombreuses modifications ont été apportées au manuscrit original avant la publication du poème. Elles tendent toutes à resserrer l'expression. Ainsi, au vers 17, Drows'd with red poppies (« Assoupis par les coquelicots rouges ») se corse en Drows'd with the fumes of poppies (« Assoupis par l'effluve des coquelicots »), qui privilégie l'odorat aux dépens de la vue. De plus, la version finale s'appuie sur des formes passives et, en particulier les participes passés : ainsi, au vers 25, With a gold cloud (« avec un nuage d'or ») devient With barred clouds ([Traduction littérale] « avec un barrage nuageux »).
D'autres changements visent à donner plus d'impact à l'expression ; c'est ainsi qu'au vers 13, whoever seeks for thee may find est remplacée par whoever seeks abroad may find, l'adverbe abroad suggérant de lointaines contrées et, ce de fait, introduisant dans la vision évoquée une frange de mystère et d'infini. La plupart des vers de la deuxième strophe ont été entièrement réécrits, car ils ne s'ajustaient pas à la rime. Enfin, certains changements mineurs ont porté sur la ponctuation et la capitalisation.

### Lenteur, pesanteur et plénitude
D'après Laffay, les syllabes de Keats ont du poids et, selon Sidney Colvin, « [Keats] distille plus qu'il ne décrit ». Charles Du Bos ajoute que son tempo laisse à chaque terme, l'un après l'autre, « développer en nous sa vertu ». Le pas est terrestre, chaque expression arrêtée au passage et abandonnée avec regret. Il n'est que de considérer le début de la première strophe : 
Season of 'mists and 'mellow 'fruitfulness,

'Close 'bosom-'friend of the ma'turing 'sun

Con'spiring 'with him 'how to 'load and 'bless

With 'fruit the 'vines that 'round the 'thatch-eves 'run.
Les iambes [u —], de par leur pesanteur, se distinguent mal des trochées [— u], d'où une tendance à gommer les arêtes du rythme prosodique, d'autant que le débit, par l'usage des mots composés, bosom-'friend, thatch-eves, a pour résultat d'amplifier le vers, de l'abandonner presque, jusqu'à sa finale run, détachée et faisant écho au solitaire Close qui inaugure le deuxième vers.
Autre caractéristique, reliquat des premières œuvres, l'abondance des mots en « y » retrouvé dans l'ensemble de l'extrait : 'mists, 'fruit, friend, 'con'spiring, 'thatcheves.
Selon Garrod, à ce compte, les grandes odes de Keats « ne chantent pas » (do not sing) et l'Ode à l'automne ne fait pas exception : en cela, elle s'oppose à l'œuvre de Shelley, léger, aérien, fugitif, qui, lui aussi, a décrit les saisons dans son Ode au vent d'Ouest :
| Ode to the West Wind (strophe 5) Make me thy lyre, even as the forest is: What if my leaves are falling like its own! The tumult of thy mighty harmonies Will take from both a deep, autumnal tone, Sweet though in sadness. Be thou, Spirit fierce, My spirit! Be thou me, impetuous one! Drive my dead thoughts over the universe Like wither'd leaves to quicken a new birth! And, by the incantation of this verse, Scatter, as from an unextinguish'd hearth Ashes and sparks, my words among mankind! Be through my lips to unawaken'd earth The trumpet of a prophecy! O Wind, If Winter comes, can Spring be far behind? | Ode au vent d'Ouest (strophe 5) Fais de moi ta lyre, comme l'est la forêt : Qu'importe si mes feuilles tombent, comme les siennes ! Le tumulte de tes puissantes harmonies Tirera de tous deux un son profond d'automne, Doux, malgré sa tristesse. Sois, âme farouche, Mon âme ! Sois moi-même, vent impétueux ! Chasse mes pensées mortes par-dessus l'univers, Feuillage desséché d'où renaisse la vie ! Et par l'incantation de ces vers, Disperse, comme d'un foyer inextinguible Cendres et étincelles, mes paroles parmi l'humanité ! Sois par mes lèvres, pour la terre assoupie encore, La trompette d'une prophétie ! Ô, Vent, Si vient l'hiver, le printemps peut-il être loin ? |

Le dernier vers de Shelley est résolument tourné vers l'avenir, c'est plus qu'une promesse, un vœu ardent, devenu certitude. Ce qui compte ici n'est pas tellement la constatation de l'inéluctabilité du cycle des saisons, mais l'élan d'espoir qui finit par gommer les rigueurs de l'hiver pour ne voir en lui que le héraut du printemps.

#### Le sucré et le visqueux
D'autre part, l'épithète chez Keats, « a toujours tendance à assumer une valeur affective très forte. Elle sert beaucoup plus à condenser une charge d'émotion qu'à décrire ou analyser ». Le début du poème n'en comporte que deux mellow et close, mais chacune est chargée d'une telle densité qu'à elles seules, elles suffisent à résumer l'ensemble, et à mettre en évidence la douceur, l'achèvement et l'alliance scellée avec l'astre principe de vie, sans quoi l'abondance, le surplus, les sucs et les pulpes, bref la succulence ne sauraient exister. De même, l'adjectif clammy (« le moite sucré »), ici associé à cells (« alvéoles ») revêt lui aussi une puissance symbolique : dans nombre de poèmes, Keats évoque le sucré (sweet) ; or, selon Sartre, le sucré est l'équivalent gustatif du visqueux, et par l'usage de cet adjectif, Keats renvoie à la notion de miel, à la fois gluant et suave au palais.
De plus, dans l'Ode à l'automne, l'emploi des « r » et des « l » dans les vers 
To bend with apples the moss'd cottage-trees,

And fill all fruit with ripeness to the core
 produit ou renforce la sensation de surfaces en ronde bosse, fermes et dociles au toucher, « pommes, fruits, plein à ras bord et tous à maturité jusqu'au cœur » (apples, fill, all, fruit, ripeness, core).
Si bien que Laffay peut ajouter que « Keats se perd dans les choses et, d'autre part, elles disparaissent en lui ». Dans le cas de l'ode dédiée à l'automne, le poète absorbe les objets, tout gonflés de sensations : les choses pour lui sont des fruits, elles en ont « la rondeur, la succulence, le duvet, la saturation, l'éclat ». Une fois encore les mots mellow et clammy expriment tout cela : l'ode est repue d'une jouissance véritablement alimentaire et « le poète mange la beauté ».

## Accueil critique
La critique littéraire et universitaire est unanime à considérer l'Ode à l'automne comme l'un des poèmes les plus réussis de la langue anglaise. Selon le poète anglais Algernon Swinburne, « avec l'Ode sur une urne grecque, on touche à l'absolue perfection » ; pour la professeure de littérature anglaise Aileen Ward, il s'agit là « du poème le plus réussi et le plus serein de Keats ». Le critique littéraire et historien Douglas Bush ajoute que « l'œuvre est sans faille, que l'on se réfère à sa structure, sa texture, son ton et son rythme ». L'historien et éditeur Walter Evert constate même, alors qu'il crédite toute l'œuvre de Keats d'une absolue perfection, que cette ode sort du lot par l'extraordinaire pertinence de chaque partie avec le tout.

### Premiers comptes rendus
Les premiers comptes rendus se penchent sur l'ode en tant que partie du recueil Lamia, Isabella, the Eve of St. Agnes, and Other Poems. Un critique anonyme du Monthly Review écrit en juillet 1820 à propos de Keats : « cet auteur ne manque ni d'idée ni d'imagination ; son Ode à l'automne regorge de cette dernière faculté, tant la réalité de la nature se voit représentée à nos yeux plus qu'aucune description connue ne saurait nous y inviter. […] Mr Keats est jeune, et tout en craignant que ses idiosyncrasies ne résistent à toute critique, nous serions enclin à l'exhorter à faire montre d'un peu moins d'originalité, d'être moins entiché de la manie des expressions trop nouvelles ou trop vieilles, – et moins convaincu que la poésie ne saurait exister sans les unes ou les autres ». Josiah Conder explique dans le magazine Eclectic Review qu'« on va naturellement vers les morceaux les plus courts pour goûter la saveur de la poésie, et [que] To Autumn est loin d'être un mauvais spécimen ». Le compte rendu de l'Edinburgh Magazine, plus focalisé sur les poèmes longs, n'en souligne pas moins le « grand mérite » (great merit) de l'ode.

### La période victorienne
Pendant l'époque victorienne, en dépit de la condamnation quasi générale d'une prétendue « faiblesse » de caractère et de l'opinion souvent émise que l'œuvre, trop sensuelle, manquerait de substance, certains des poèmes de Keats commencent à être appréciés. C'est ainsi que l'Ode à l'automne se voit promue par l'écrivain et poète écossais George Gilfillan dans le Dumfries Herald au rang du « meilleur des petits poèmes de Keats » et qu'en 1851, le médecin et écrivain écossais David Macbeth Moir déclare dans l'une de ses conférences que les « quatre délicieuses odes, — à un rossignol, sur une urne grecque, à la mélancolie et à l'automne [sont] toutes habitées d'une profonde pensée, avec des descriptions particulièrement pittoresques et un pouvoir de suggestion inégalé ». Même antienne en 1865 lorsque le poète et critique anglais Matthew Arnold met l'accent sur « l'ineffable délicatesse, le charme et la perfection de […] la touche de Keats dans À l'automne ». John Dennis, quant à lui, parle de la maturité du poème qu'il déclare en harmonie avec la saison qu'il décrit et en conclut qu'il s'agit là de l'un des plus précieux joyaux de la poésie lyrique ». Enfin, la version 1888 de l'Encyclopædia Britannica écrit que « parmi les odes, les deux qui sans doute parviennent à la perfection, présentent une réussite accomplie et atteignent le plus haut degré de la beauté qu'il soit possible de créer avec des mots, sont sur une urne grecque et à l'automne ».

### AuXXesiècleet au-delà
En 1904, l'analyse de Stephen Gwynn de ce qu'il appelle « la grande poésie » (great poetry), le conduit à ne pas faire de différence entre les trois poèmes Ode à un rossignol, Ode sur une urne grecque et Ode à l'automne, car chacune « contient toute la magie de la poésie ». Sidney Colvin, quant à lui, auteur d'une biographie du poète en 1917, remarque que si l'Ode à l'automne « n'ouvre pas de boulevards dans l'âme et l'esprit comme les odes sur une urne grecque et à un rossignol, ou encore sur la mélancolie, elle les surpasse par sa finition et sa perfection formelle ».
En 1961, le critique littéraire Harold Bloom écrit que l'ode « est le plus abouti des courts poèmes jamais écrits dans la langue anglaise ». Dix années plus tard, Stuart Sperry, plutôt que de se limiter à un jugement de valeur, tente de saisir l'attrait intime du poème et conclut que « à l'automne se fonde sur l'acceptation d'un ordre des choses inhérent à notre expérience […], le rythme naturel des saisons. C'est un poème qui, sans le dire mais en le suggérant avec une profusion d'implications aussi profondes que riches, évoque irrésistiblement la vérité d'une "maturation universelle" qui n'est autre que le processus de la chute ».
En 1981, le professeur en littérature du Commonwealth William Walsh écrit : « Parmi les grandes odes […], il est établi que à l'automne reste suprême, car le poème rend compte pleinement, et avec un art consommé, de la maturité si laborieusement accomplie de la propre vie de Keats, comme en témoigne sa correspondance ». En 1988, la critique littéraire Helen Vendler ajoute que dans son ode, « Keats trouve le symbole le plus complet et le plus adéquat qui soit de la valeur sociale de l'art ».
En 1997, le poète, romancier et biographe anglais Andrew Motion fait le point de la critique littéraire concernant To Autumn : « [l'ode] a souvent été considérée comme le poème le plus apaisé de Keats […] ; pour apprécier la pleine force de cette réussite, il convient de considérer l'exigence et la puissance des tensions qui la sous-tendent ». À sa suite, l'écrivain et critique littéraire américain M. H. Abrams explique en 1998 que l'ode « est la dernière œuvre majeure que Keats ait achevée […], un poème de célébration, qui se réconcilie doucement avec le temps qui passe, le passage de chaque chose et la mortalité ; et cela, à une époque où il se sentait habité d'une prémonition […] qu'il lui restait moins de deux années à vivre ».
La même année, James Chandler, spécialiste du romantisme anglais, fait remarquer que la grandeur de ce poème, si souvent évoquée, répond à la plus exigeante des ambitions de son auteur, et que le fait qu'il s'y soit haussé est d'autant plus remarquable que sa carrière a été très brève ». Nombre d'autres critiques, par exemple Timothy Corrigan, Thomas McFarland et Stanley Plumly, montrent tour à tour le charme bucolique se dégageant de la langue vernaculaire du poème, la suprématie de à l'automne, à un rossignol, sur une urne grecque, ainsi que La veille de la Sainte-Agnès et Hyperion qui ont élevé Keats au rang des plus grands créateurs de la littérature universelle, sans compter le succès jamais démenti de à un rossignol, sur une urne grecque et à l'automne dont la vision tragique en a fait des habituées des anthologies.

#### Traductions en français
- « Ode à l'automne », 1910 (consulté le 3 juillet 2018).
- « Ode à l'automne », Paris, Émile Paul frères, 1923 (consulté le 3 juillet 2018), p. 32-37.
- (fr + en) Albert Laffay (Albert Laffay, traduction, préface et notes), Keats, Selected Poems, Poèmes choisis, Paris, Aubier-Flammarion, coll. « Bilingue Aubier », 1968, 375 p., p. 355, 357.
- « Ode à l'automne », sur Wukali, magazine des arts en ligne (consulté le 3 juillet 2018).
- « Ode à l'automne », sur Souvenirs et impressions littéraires (consulté le 3 juillet 2018).

#### Ouvrages et articles généraux
- (en) John Dennis, Heroes of Literature, English Poets [« Héros de la littérature, les poètes anglais »], New York, E. & J. B. Young, 1883 (OCLC 4798560).
- (en) Thomas Baynes (éditeur scientifique), Encyclopædia Britannica, vol. XIV, Cambridge, Cambridge University Press, 1888 (OCLC 1387837).
- (en) Stephen Gwynn, The Masters of English Literature [« Les maîtres de la littérature anglaise »], Londres, Macmillan, 1904 (OCLC 3175019).
- (en) Margaret Sherwood, Undercurrents of Influence in English Romantic Poetry, Cambridge, Massachusetts, Harvard University Press, 1934 (OCLC 2032945).
- (en) Jerome McGann, « Keats and the Historical Method in Literary Criticism », MLN, vol. 94,‎ 1979, p. 988–1032.
- (en) Andrew Motion, Keats, Londres, Faber & Faber, 1997, 636 p. (ISBN 0-571-17227-X).
- (en) M. H. Abrams (Robert Ryan, éditeur scientifique), « Keats's Poems: The Material Dimensions » [« Les poèmes de Keats, dimensions matérielles »], The Persistence of Poetry, Amherst, éditeur scientifique, University of Mass. Press,‎ 1998 (ISBN 1-55849-175-9).
- (en) James Chandler, England in 1819, Chicago, University of Chicago Press, 1998 (ISBN 0-226-10108-8).
- (en) Paul Fry, A Defense of Poetry [« Défense de la poésie »], Stanford, Stanford University Press, 1995 (ISBN 0-8047-2452-0).
- (en) Alan Bewell, Romanticism and Colonial Disease [« Le romantisme et les maladies coloniales »], Baltimore, Johns Hopkins University Press, 1999 (ISBN 0-8018-6225-6).
- (en) Timothy Corrigan (Allan Christensen, éditeur scientifique), « Keats, Hazlitt and Public Character » [« Keats, Hazlitt et le tempérament public »], Challenge of Keats, Atlanta, Rodopi,‎ 2000 (ISBN 90-420-0509-2).
- (en) William Flesch, Companion to British Poetry, 19th Century [« Guide de la poésie britannique, XIXe siècle »], Facts on File, 2009 (ISBN 978-0-8160-5896-9).
- (en) John Keats (Richard Houghton), The Life and Letters of John Keats, Read Books, 2008 (lire en ligne).
- (en) Thomas McFarland, The Masks of Keats: The Endeavour of a Poet, Oxford, Oxford University Press, 2000 (ISBN 0-19-818645-2).
- (en) Stanley Plumly, Posthumous Keats, New York, W. W. Norton, 2008 (ISBN 978-0-393-06573-2).
- (en) Stuart Sperry, Keats the Poet, Princeton, Princeton University Press, 1973 (ISBN 0-691-06220-X).
- (en) John Strachan, A Routledge Literary Sourcebook on the Poems of John Keats, Londres, Routledge, 2003 (ISBN 0-415-23477-8).
- (en) Helen Vendler, The Music of What Happens [« La musique de ce qui arrive »], Cambridge, Mass., Harvard University Press, 1988 (ISBN 0-674-59152-6).
- (en) Matthew Arnold, Lectures and Essays in Criticism [« De la critique, cours et essais »], Ann Arbor, University of Michigan Press, 1962 (OCLC 3487294).
- (en) Harold Bloom, The Visionary Company [« Les visionnaires »], Ithaca, Cornell University Press, 1993 (ISBN 0-8014-0622-6).
- (en) Edmund Blunden, Leigh Hunt's "Examiner" Examined [« L'Examiner de Leigh Hunt examiné »], Hamden, Archon Books, 1967 (OCLC 310443971).
- Charles Du Bos (Juliette-Charles Du Bos, éditeur scientifique), Journal, t. I : 1921-1923, Paris, Éditions Corréa, 1946.
- (en) C. Maurice Bowra, The Romantic Imagination [« L'Imagination romantique »], Oxford, Oxford University Press, coll. « Oxford Paperbacks », 1961, 318 p., 5.1 x 0.8 x 7.8 inches (ISBN 978-0192810069), p. 128.
- Robert Burton (Jean Starobinski, préface) (trad. Bernard Hœpffner et Catherine Goffaux), L'Anatomie de la mélancolie, Paris, José Corti, 2004 (1re éd. 2001), 2110 p. (ISBN 9782714308627).
- (en) Douglas Bush, Mythology and the Romantic Tradition in English Poetry [« Mythologie et la tradition romantique »], Cambridge, Harvard University Press, 1937 (OCLC 55449294).
- (en) J. W. Comyns Carr, « The Artistic Spirit in Modern Poetry » [« L'esprit artistique de la poésie moderne »], New Quarterly Magazine, vol. 5,‎ 1876, p. 146–165 (OCLC 2264902).
- (en) T. S. Eliot, « Dante », dans Selected Essays, Londres, Faber and Faber, 1932 (OCLC 250331242).
- (en) Hugh Kenner, The Pound Era [« L’Ère de Pound »], University of California Press, 1971 (ISBN 0-520-01860-5).
- (en) Paul Magunson, Reading Public Romanticism [« Romantisme, les lecteurs »], Princeton, Princeton University Press, 1998 (ISBN 0-691-05794-X).
- (en) I. A. Richards, Practical Criticism [« Critique pratique »], Londres, Kegan Paul, Trench, Trubner, 1929 (OCLC 317672795).
- (en) Rick Rylance (Martin Cole et al., éditeurs scientifiques), « The New Criticism », dans Encyclopedia of Literature and Criticism [« La nouvelle critique »], Londres, Routledge, 1990 (ISBN 0-8103-8331-4), p. 730-731.
- (en) Charles Rzepka, The Self as Mind [« Le Moi comme esprit »], Cambridge, Mass., Harvard University Press, 1986 (ISBN 0-674-80085-0).

#### Ouvrages et articles spécifiques
- (en) Maurice Ridley, Keats' Craftsmanship [« Le Savoir-faire de Keats »], Oxford, Clarendon, 1933 (OCLC 1842818).
- (en) John Blades, John Keats: the poems [« John Keats, Poèmes »], Londres, Macmillan, 2002 (ISBN 978-0-333-94895-8).
- (en) Harold Bloom (Jack Stillinger, éditeur scientifique), « The Ode To Autumn », dans Keats's Odes, Englewood, NJ, Prentice-Hall, 1968 (OCLC 176883021).
- (en) Geoffrey Hartman (Harold Bloom, éditeur scientifique), « Poem and Ideology: A Study of To Autumn » [« Poème et idéologie : étude de l'ode à l'automne »], John Keats: Modern Critical Review, New York, Chelsea House,‎ 1985, p. 87-104 (ISBN 0-87754-608-8).
- (en) James O'Rourke, Keats's Odes and Contemporary Criticism, Gainesville, University Press of Florida, 1998 (ISBN 0-8130-1590-1).
- (en) Jennifer Wagner, A Moment's Monument [« Le monument d'un moment »], Madison, Fairleigh Dickinson University Press, 1996 (ISBN 0-8386-3630-6).
- (en) William Walsh, Introduction to Keats [« Introduction à Keats »], Londres, Methuen Publishing, 1981 (ISBN 0-416-30490-7).
- (en) John Keats et H. W. Garrod (éditeur scientifique), Keats: Poetical Works [« Œuvres poétiques de Keats »], Oxford, Oxford University Press, 1970 (1re éd. 1926), 477 p., 21cm (ISBN 978-0192810670).
- (en) Walter Jackson Bate, John Keats, Cambridge Mass., Belknap Press of Harvard University Press, 1963 (OCLC 291522).
- (en) Walter Jackson Bate, The Stylistic Development of Keats [« John Keats, son évolution stylistique »], New York, Humanities Press, 1962 (OCLC 276912).
- (en) Andrew Bennett, Keats, Narrative, and Audience [« Keats, récit et public »], Cambridge, Cambridge University Press, 1994 (ISBN 0-521-44565-5).
- (en) Douglas Bush (Introduction), John Keats, Selected Poems and Letters [« John Keats, poèmes choisis et correspondance »], Cambridge MA, Harvard University Press, 1959 (OCLC 276449).
- (en) Sidney Colvin, John Keats, Londres, Macmillan, 1917 (OCLC 257603790).
- (en) Walter Evert, Aesthetics and Myth in the Poetry of Keats [« Esthétique et mythe dans la poésie de John Keats »], Princeton, Princeton University Press, 1965 (OCLC 291999).
- (en) Robert Gittings, John Keats, Londres, Heinemann, 1968, 469 p. (OCLC 251576301).
- (en) John Jones, John Keats's Dream of Truth, Londres, Barnes and Noble, 1969 (ISBN 0-389-01002-2).
- (en) John Keats, Lamia, Isabella, the Eve of St. Agnes and Other Poems, Harmondsworth, Penguin Classics, coll. « 01 edition », 2017, 144 p., 19 cm (ISBN 978-0241303146).
- (en) G. M. Matthews, John Keats: The Critical Heritage, New York, Barnes & Noble Publishers, 1971 (ISBN 0-389-04440-7).
- (en) Ayumi Mizukoshi, Keats, Hunt and the Aesthetics of Pleasure [« Keats, Hunt et l'esthétique du plaisir »], New York, Palgrave, 2001 (ISBN 0-333-92958-6).
- (en) Andrew Motion, Keats, Chicago, University of Chicago Press, 1999 (ISBN 0-226-54240-8).
- (en) Andrew Motion, Keats, Londres, Faber & Faber, 1997, 636 p. (ISBN 0-571-17227-X).
- (en) David Perkins (Walter Jackson Bate, éditeur scientifique), « The Ode on a Nightingale », dans Keats: A Collection of Critical Essays [« Ode au rossignol »], Englewood, NJ, Prentice-Hall, 1964 (OCLC 711263), p. 103–112.
- (en) Paul Sheats (Susan Wolfston, éditeur scientifique), « Keats and the Ode », dans The Cambridge Companion to John Keats [« Keats et l'ode »], Cambridge, Cambridge University Press, 2001 (ISBN 0-521-65839-X).
- (en) Erin Sheley, « Re-Imagining Olympus: Keats and the Mythology of Individual Consciousness » [« L'Olympe revisité : Keats et la mythologie de la conscience individuelle »], Harvard University Press, 2007 (consulté le 18 mai 2018).
- (en) Ernest de Sélincourt, The Poems of John Keats, New York, Dodd, Mead and Company, 1905, 612 p.
- (en) Helen Vendler, The Odes of John Keats [« les Odes de John Keats »], Cambridge MA, Harvard University Press, 1983 (ISBN 0-674-63075-0).
- (en) Earl Wasserman, The Finer Tone [« Une tonalité affinée »], Baltimore, Johns Hopkins University Press, 1967 (OCLC 271028805).
- (en) Daniel Watkins, Keats's Poetry and the Politics of the Imagination [« La poésie de Keats et la police de l'imagination »], Rutherford, Fairleigh Dickinson University Press, 1989 (ISBN 0-8386-3358-7).

### Citation originale de l'auteur
1. ↑  (en)« How beautiful the season is now — How fine the air. A temperate sharpness about it. Really, without joking, chaste weather — Dian skies — I never liked stubble-fields so much as now — Aye better than the chilly green of the Spring. Somehow, a stubble-field looks warm — in the same way that some pictures look warm. This struck me so much in my Sunday’s walk that I composed upon it.[4] »
2. ↑  (en) « I always somehow associate Chatterton with autumn. He is the purest writer in the English Language. He has no French idiom or particles […] ’tis genuine English Idiom in English words[26]. »

### Citations originales des commentateurs
1. ↑  (en) « O, wind, if winter comes, can spring be far behind[16]? »
2. ↑  (en) « There are no open conflicts, and dramatic debate, protest […], are absent.[KB 8] »
3. ↑  (en) « Winter descends here as a man might hope to die, with a natural sweetness[31] »
4. ↑  (en) « an acceptance of process beyond the possibility of grief[32] »
5. ↑  (en) « It scarcely seems pertinent to say that 'To Autumn' is therefore an evasion of social violence when it is so clearly an encounter with death itself [...], it is not a politically encoded escape from history reflecting the coerced betrayal [...] of its author's radicalism[37] »
6. ↑  (en) « a very personal expression of desire for health[46] »
7. ↑  (en) « concentration of imagery and allusion in its evocation of nature conveying an interpenatration of livingness and dyingness as contained in the very nature of autumn[49] »
8. ↑  (en) « a union of process and stasis[KB 14] »
9. ↑  (en) « the nearest to absolute perfection[63] »
10. ↑  (en) « Keats's most perfect and untroubled poem[63] »
11. ↑  (en) « flawless in structure, texture, tone, and rhythm[63] »
12. ↑  (en) « I am thinking of absolute perfection in whole poems, in which every part is wholly relevant and consistent with every other part[64] »
13. ↑  (en) « this writer is very rich both in imagination and fancy; and even a superabundance of the latter faculty is displayed in his lines 'On Autumn,' which bring the reality of nature more before our eyes than almost any description that we remember. [...] If we did not fear that, young as is Mr K., his peculiarities are fixed beyond all the power of criticism to remove, we would exhort him to become somewhat less strikingly original,—to be less fond of the folly of too new or too old phrases,—and to believe that poetry does not consist in either the one or the other[65] »
14. ↑  (en) « One naturally turns first to the shorter pieces, in order to taste the flavour of the poetry. The following ode to Autumn is no unfavourable specimen[66] »
15. ↑  (en) « the finest of Keats's smaller pieces[69] »
16. ↑  (en) « all so pregnant with deep thought, so picturesque in their limning, and so suggestive[70] »
17. ↑  (en) « the indefinable delicacy, charm, and perfection of […] Keats's [touch] in his Autumn[71] »
18. ↑  (en) « the Ode to Autumn, ripe with the glory of the season it describes—must ever a place among the most precious gems of lyrical poetry[72] »
19. ↑  (en) « Of these, perhaps the tow nearest to absolute perfection, to the triumphant activement and accomplishment of the Berry utmost beauty possible to human words, may be to Autumn and that on a Grecian Urn[73] »
20. ↑  (en) « the whole magic of poetry seems contained[74] »
21. ↑  (en) « the ode To Autumn [...] opens up no such far-reaching avenues to the mind and soul of the reader as the odes To a Grecian Urn, To a Nightingale, or On Melancholy, but in execution is more complete and faultless than any of them[75] »
22. ↑  (en) « the most accomplished poem ever written in the English language[KB 8] »
23. ↑  (en) « To Autumn succeeds through its acceptance of an order innate in our experience – the natural rhythm of the seasons. It is a poem that, without ever stating it, inevitably suggests the truth of 'ripeness is all' by developing, with a richness of profundity of implication, the simple perception that ripeness is fall[76] »
24. ↑  (en) « Among the major Odes [...] no one has questioned the place and supremacy of 'To Autumn', in which we see wholly realized, powerfully embodied in art, the complete maturity so earnestly laboured at in Keats's life, so persuasively argued about in his letters[77] »
25. ↑  (en) « in the ode 'To Autumn,' Keats finds his most comprehensive and adequate symbol for the social value of art[78] »
26. ↑  (en) « it has often been called Keats's 'most ... untroubled poem' [...] To register the full force of its achievement, its tensions have to be felt as potent and demanding[79] »
27. ↑  (en) « 'To Autumn' was the last work of artistic consequence that Keats completed [...] he achieved this celebratory poem, with its calm acquiescence to time, transience and mortality, at a time when he was possessed by a premonition [...] that he had himself less than two years to live[80] »
28. ↑  (en) « If To Autumn is his greatest piece of writing, as has so often been said, it is because in it he arguably set himself the most ambitious challenge of his brief career and managed to meet it[81] »